# 1679 Nevanlinna
1679 Nevanlinna је астероид главног астероидног појаса. Приближан пречник астероида је 51,16 ,
а средња удаљеност астероида од Сунца износи 3,116 астрономских јединица (АЈ).
Инклинација (нагиб) орбите у односу на раван еклиптике је 17,976 степени, а орбитални период износи 2009,803 дана (5,502 година). Ексцентрицитет орбите астероида износи 0,152.
Апсолутна магнитуда астероида износи 10,60 а геометријски албедо 0,038.
Астероид је откривен 18. марта 1941. године.